# Controguerra
Controguerra ist eine italienische Gemeinde der Provinz Teramo in der Region Abruzzen. Sie liegt im äußersten Norden der Region an der Grenze zu den Marken, nur circa acht Kilometer von der Küste des adriatischen Meeres entfernt. Sie verfügt über 2213 Einwohner, die Controguerresi genannt werden.
Die Nachbargemeinden sind Ancarano, Colonnella, Corropoli, Monsampolo del Tronto, Monteprandone, Nereto, Spinetoli und Torano Nuovo.

## Weinbau
Die Gemeinde gibt dem Weinbaugebiet Controguerra ihren Namen. In der Umgebung der Gemeinde werden auch Reben der Sorte Montepulciano für den DOC-Wein Montepulciano d’Abruzzo angebaut.